# Стари Оскол
Стари Оскол (на руски: Старый Оскол) е град в Белгородска област, Западна Русия. Населението на града към 1 октомври 2021 година е 221 676 души. Климатът е умереноконтинентален. Официалният език е руският. Намира се на 150 м н.в. в часова зона UTC+4. Автомобилният му код е 31. Телефонният му код е +7 4725.

## История
Селището е основано през 1593 година.

## Побратимени градове
- Залцгитер, Германия (1987 г.)
- Асеновград, България (1989 г.)
- Мянтя, Финландия (1989 г.)